# باول غويدري
باول غويدري (بالإنجليزية: Paul Guidry)‏ هو لاعب كرة قدم أمريكية أمريكي، ولد في 14 يناير 1944 في بريوكس بريدج في الولايات المتحدة.

## وصلات خارجية
- باول غويدري على موقع مرجع كرة القدم المحترفة.كوم (الإنجليزية)